# Sainete

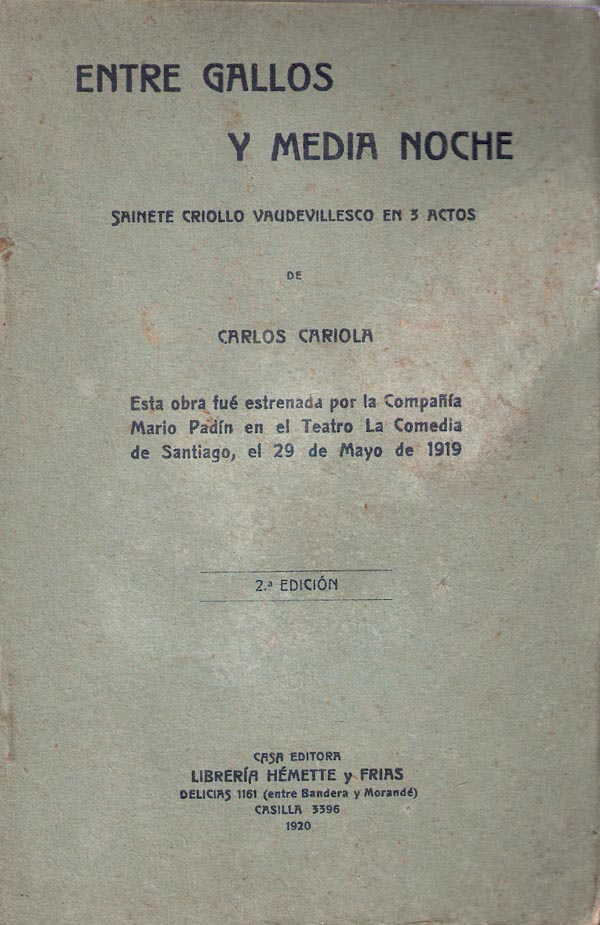
Edición de 1920 del sainete Entre gallos y medianoche, del autor chileno Carlos Cariola

El sainete es una pieza dramática jocosa en un acto, de carácter costumbrista y popular, representado en España durante el intermedio o al final de una función. Sustituyó al entremés en los siglos xviii, xix y xx. 

## Historia y evolución
Entre los principales cultivadores de este subgénero cómico en el siglo xviii se encuentran los gaditanos Luis Moncín y Juan Ignacio González del Castillo, y los madrileños Ramón de la Cruz y Sebastián Vázquez; otros autores menos conocidos fueron, entre muchos otros, Antonio Pablo Fernández, Antonio Furmento Bazo, Diego Ventura Rejón de Silva y Lucas, Antonio Vidaurre, José López de Sedano, Antonio Valladares de Sotomayor y Gaspar Zavala y Zamora. A finales del siglo xix fue materia frecuente del llamado género chico y del teatro por horas, con autores especializados como Tomás Luceño y Javier de Burgos, y revitalizaron el género en el siglo xx Carlos Arniches con su colección de sainetes Del Madrid castizo y los hermanos Álvarez Quintero (Serafín y Joaquín). Posteriormente en el Río de la Plata, Armando Discépolo introducirá un giro sombrío y dramático en este género transformándolo en el «grotesco criollo».
En la historia del desarrollo del sainete pueden observarse cuatro etapas:
1. Entre 1603 y 1750 tuvo lugar la transformación del término sainete del campo culinario al campo artístico. Ya estaban prescritas algunas características como la poca extensión de las piezas y la mezcla de humor y moralidad, del habla canto y baile.
2. Entre 1760 y 1868 el sainete llegó a ser un género literario gracias a las creaciones de Ramón de la Cruz, mientras que también se modificó su temática frente al entremés.
3. En 1868-1894 recobró rigor de la mano de Tomás Luceño. Con una extensión más amplia (hasta 45 minutos), ya no tiene lugar en las pausas entre los actos.
4. El período de 1894-1915 puede calificarse como la etapa de la decadencia. El sainete se orienta más y más hacia otros géneros, especialmente hacia la zarzuela y el melodrama, que tuvieron influencia en su desarrollo posterior, hasta que finalmente el sainete fue absorbido por la «comedia asainetada».

## Modalidades

### Sainete valenciano

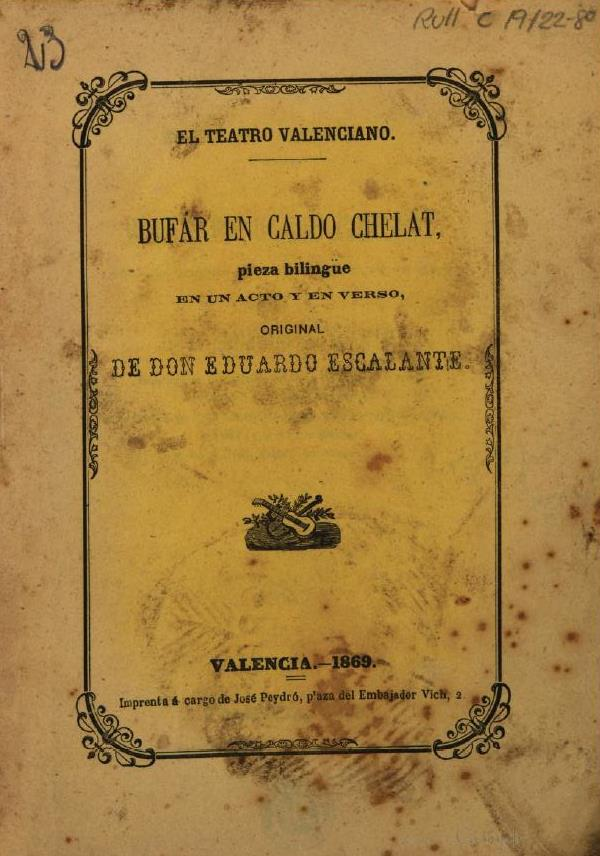
Bufar en caldo chelat (1869), sainete en valenciano de Eduardo Escalante

El sainete valenciano pretendió ser un reflejo de la vida social de la Comunidad Valenciana (España) de estos siglos. Una de sus características recurrentes es que los personajes de las clases bajas hablaban valenciano, mientras que los forasteros, los miembros de la burguesía o todo aquel que tenía una voluntad de no ser clasificado o de aparentar más riqueza y educación hablaban un castellano plagado de valencianismos y de incorrecciones. La crítica que se realiza de esta presunción es moral y, evidentemente, sociolingüística.
Entre los sainetistas valencianos más destacados encontramos a Eduardo Escalante, Josep Bernat i Baldoví y Francisco Palanca Roca.

### Sainete criollo
En Argentina y en Uruguay el sainete, combinado con las casas del circo criollo, dio como resultado una modalidad original conocida como sainete criollo. Se caracterizó por reflejar las costumbres de la vida en los conventillos y agregaba a los elementos humorísticos un conflicto sentimental y una acción trágica. Esta forma teatral se afianzó durante la década de 1920. En esta época se destacaron, además de Carlos M. Pacheco y Alberto Vacarezza, autores como el uruguayo Florencio Sánchez, Gregorio de Laferrère y Roberto Payró.